# Bieczyno
Bieczyno – wieś w północno-zachodniej Polsce, położona w województwie zachodniopomorskim, w powiecie gryfickim, w gminie Trzebiatów.
Według danych z 31 grudnia 2009 wieś miała 176 mieszkańców.
W latach 1946–1998 miejscowość administracyjnie należała do województwa szczecińskiego.
Do Bieczyna prowadzi droga powiatowa nr 0123Z z Nowielic. W miejscowości znajduje się przystanek kolejowy Bieczyno Pomorskie.
Gmina Trzebiatów utworzyła jednostką pomocniczą Sołectwo Bieczyno. Obejmuje wieś Bieczyno oraz przysiółek Bieczynko, których mieszkańcy wspólnie wybierają sołtysa i 5-osobową radę sołecką.
| Zakres wieku mężczyzn | Mężczyźni | Kobiety | Zakres wieku kobiet |
| --------------------- | --------- | ------- | ------------------- |
| 0–6                   | 12        | 13      | 0–6                 |
| 7–15                  | 12        | 11      | 7–15                |
| 16–19                 | 2         | 2       | 16–19               |
| 20–65                 | 55        | 51      | 20–60               |
| powyżej 65            | 5         | 13      | powyżej 60          |
| Razem (Σ)             | 86        | 90      | (Σ) Razem           |

W 2009 i 2010 r. mieszkańcy wsi w ramach protestu nie poszli na wybory. Mieszkańcy protestowali z powodu obietnic władz samorządowych odnowienia drogi powiatowej nr 0123Z.

## Galeria

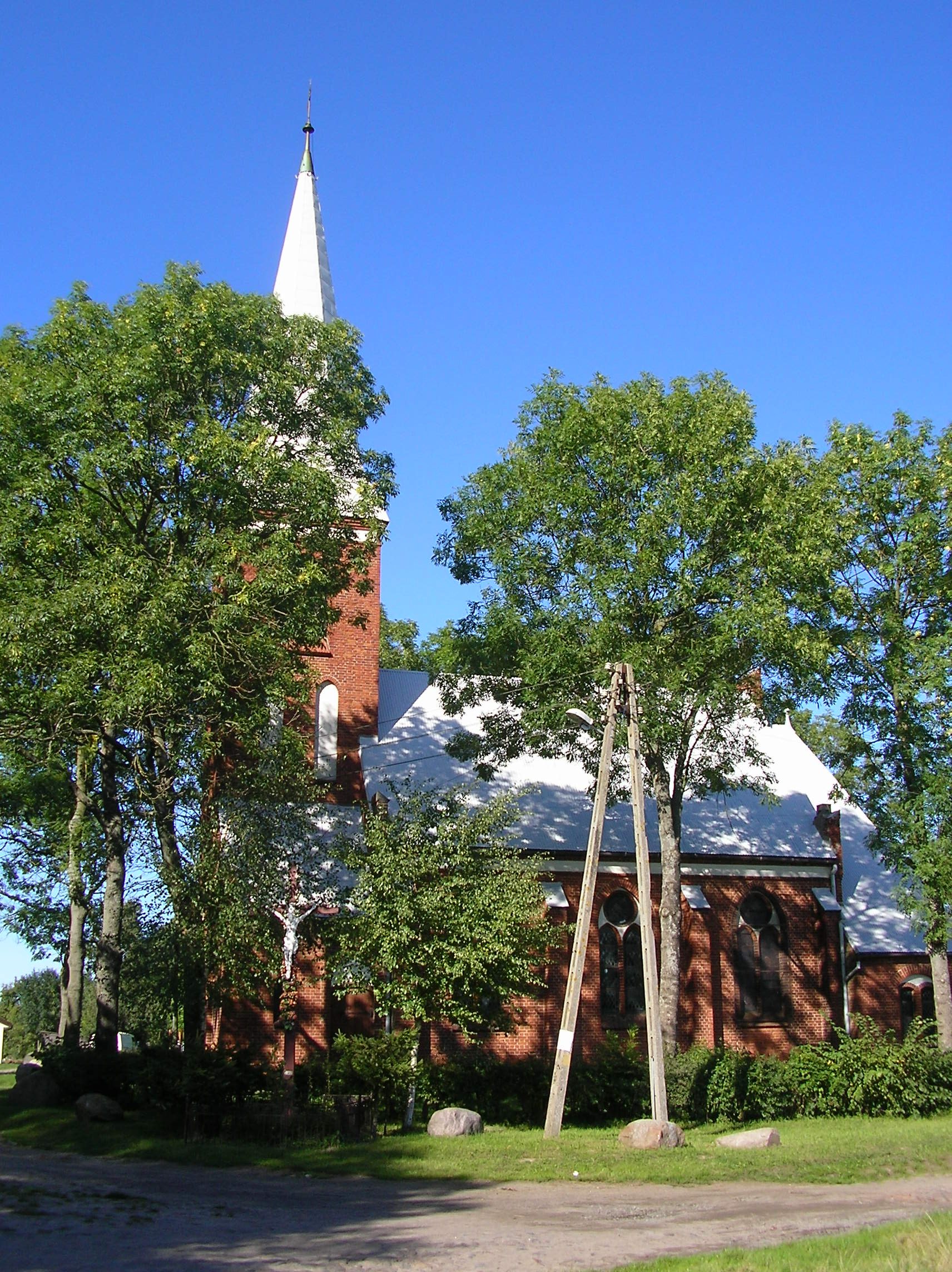
Kościół Niepokalanego Poczęcia NMP (2008)
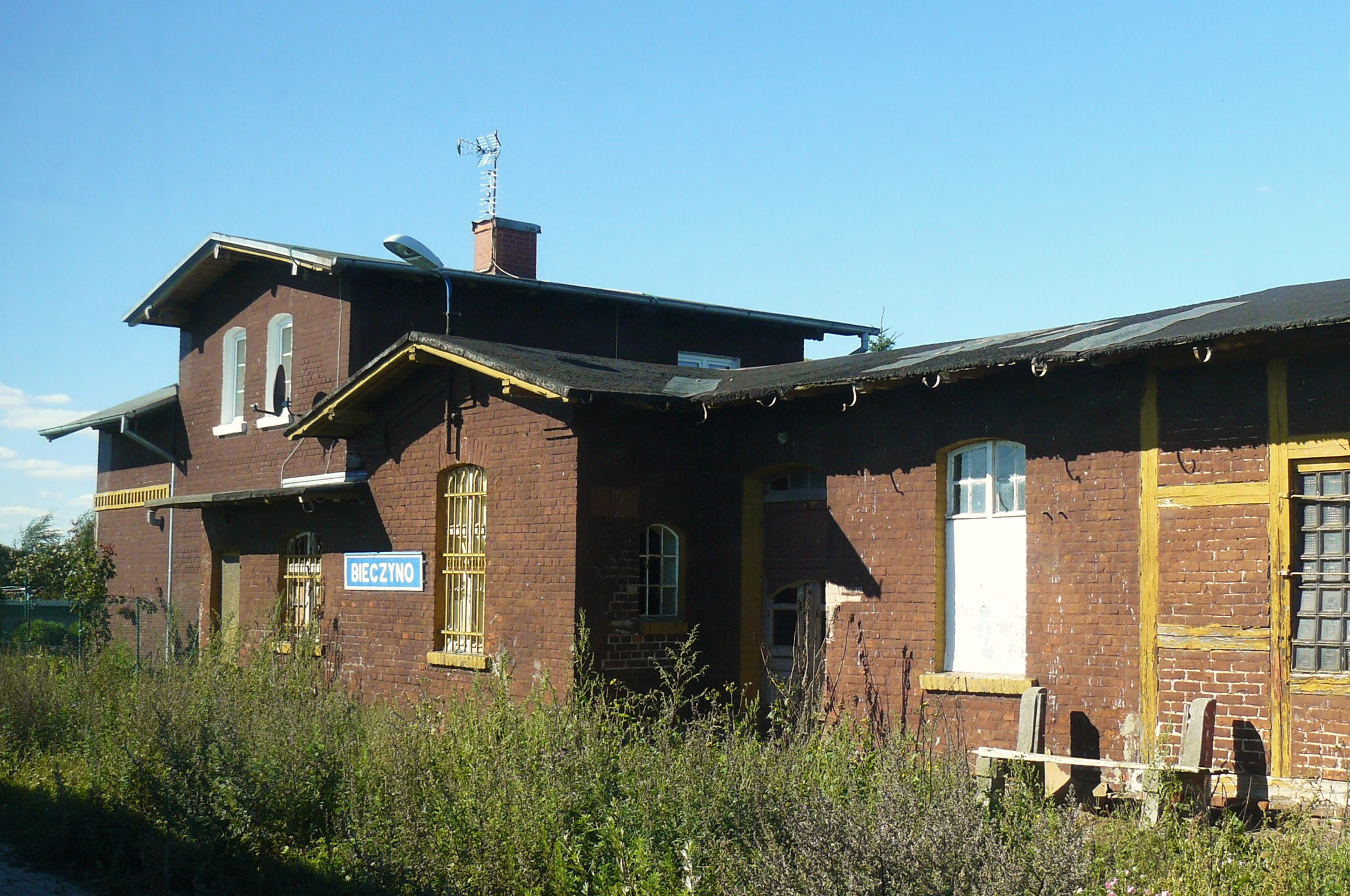
Przystanek kolejowy Bieczyno Pomorskie, dworzec (2013)
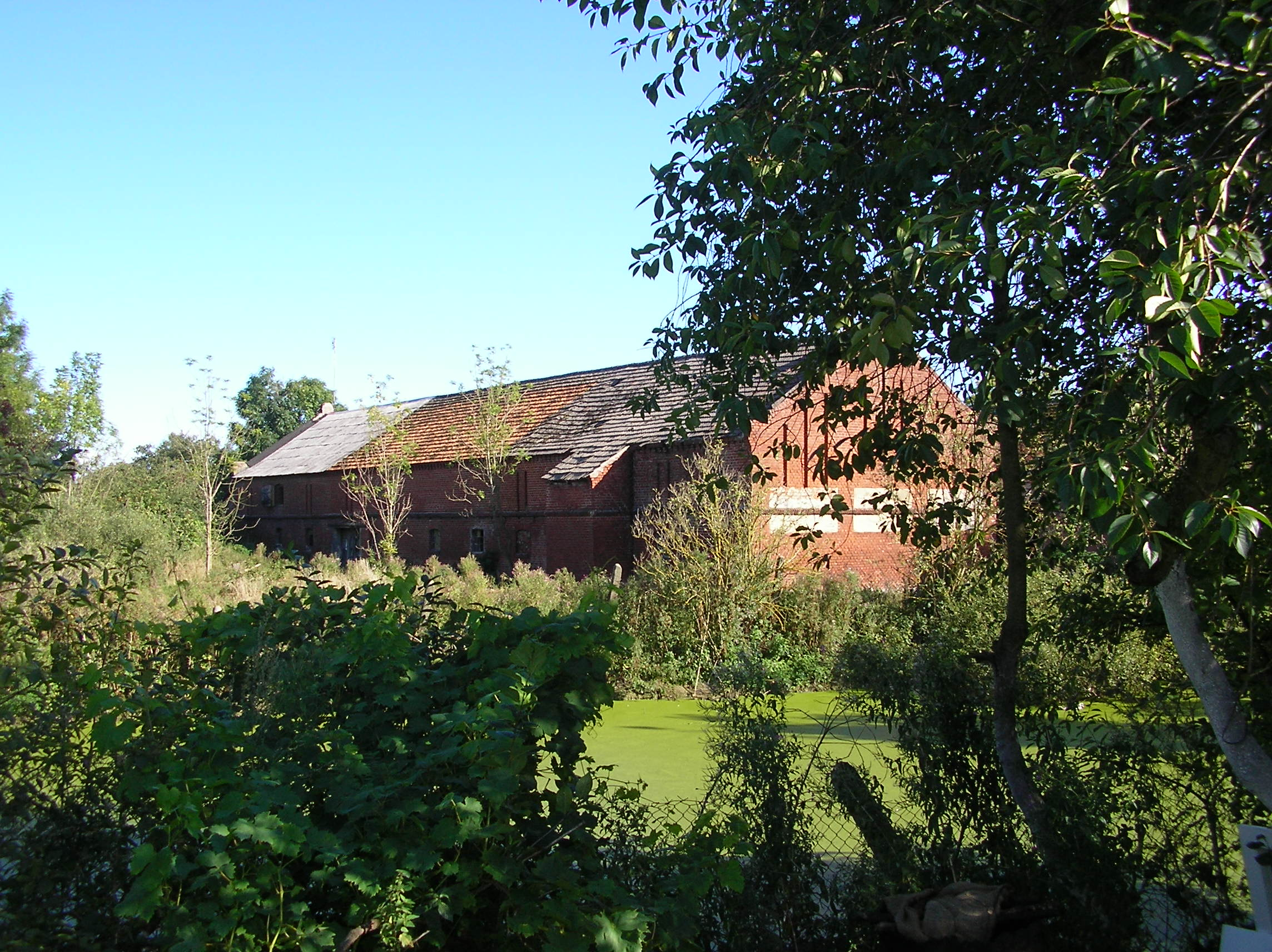
Spichlerz (2008)
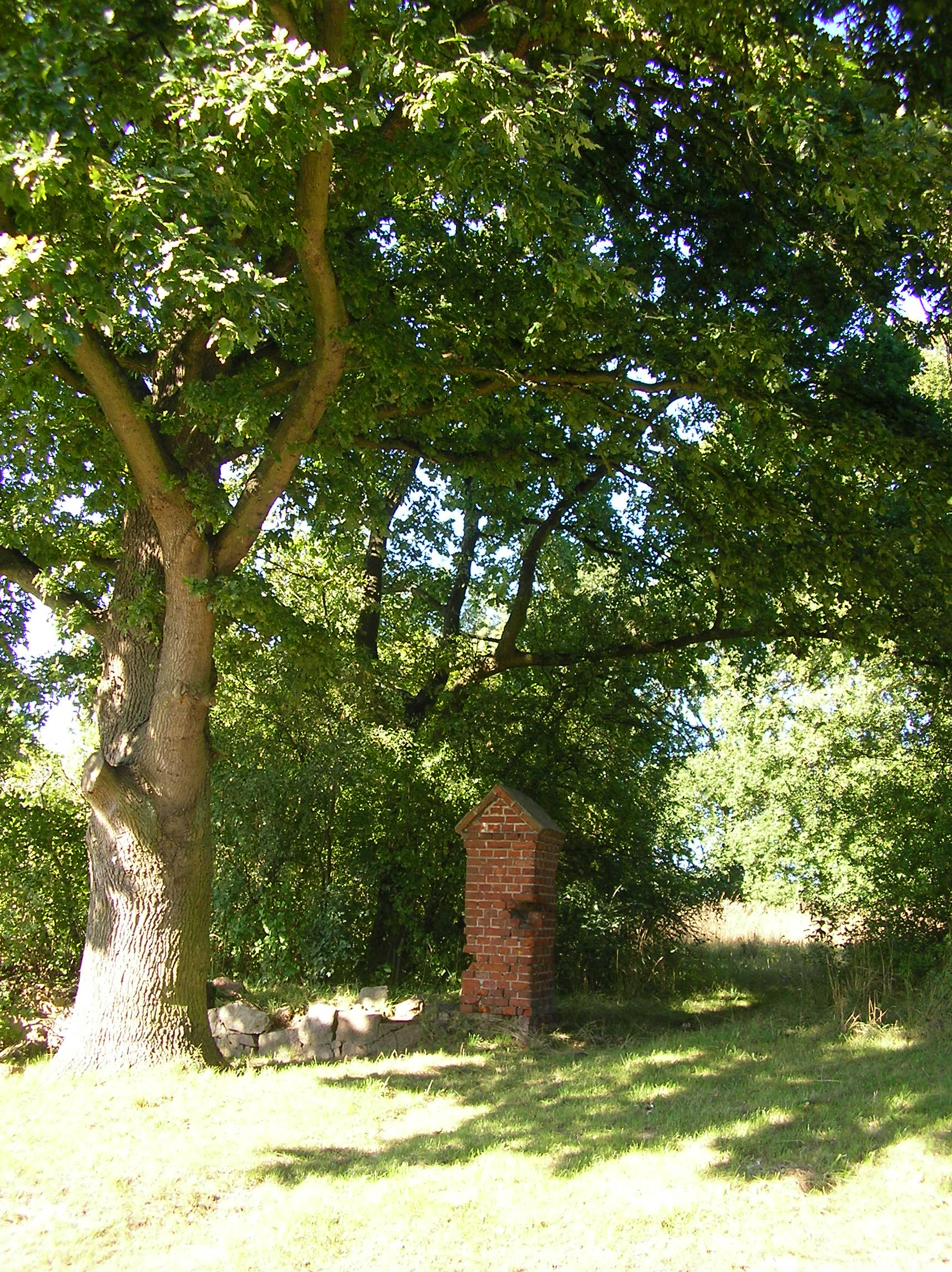
Cmentarz (2008)
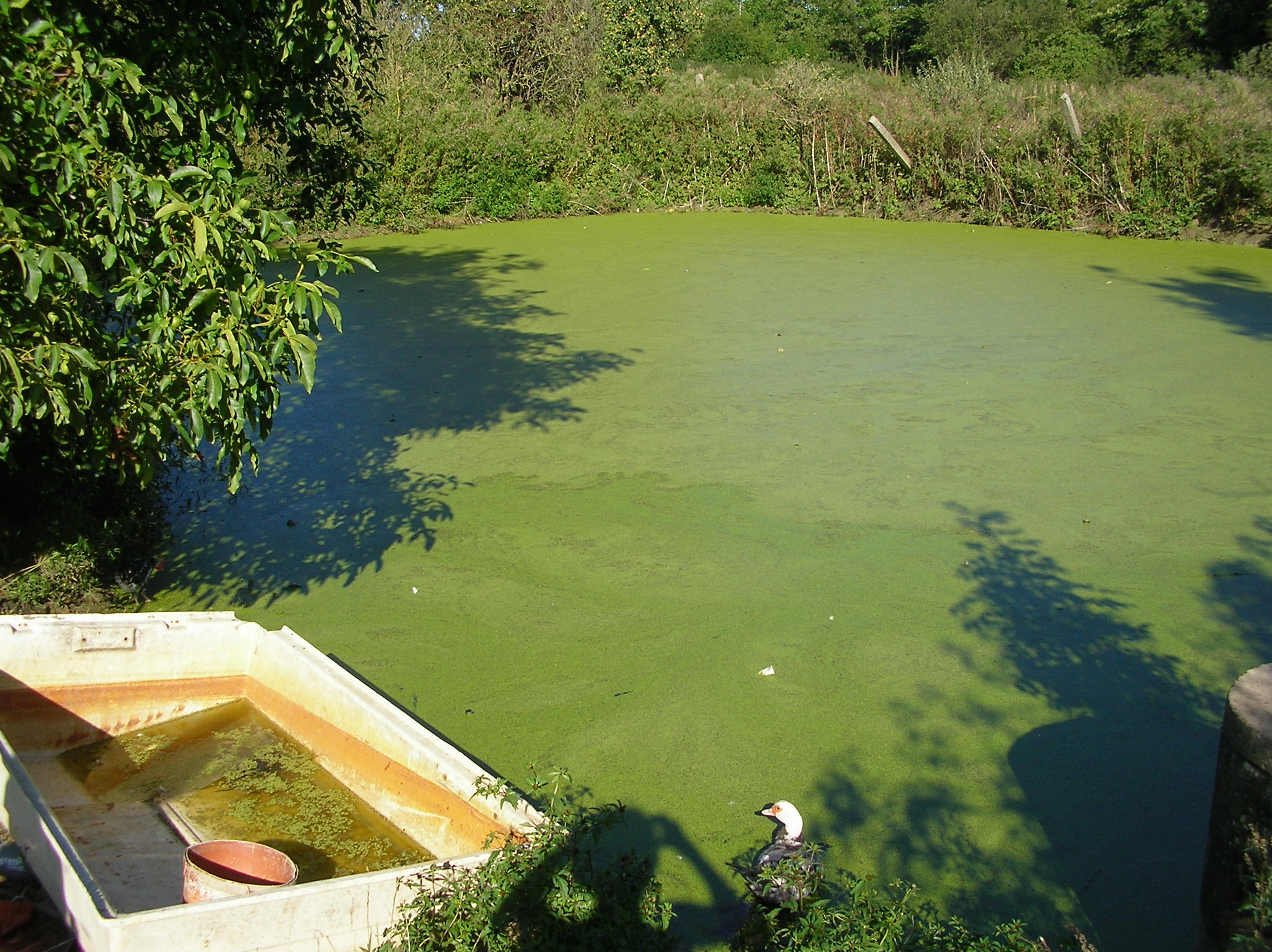
Staw  (2008)